# 꾸러기 클럽
《꾸러기 클럽》(영어: The Little Rascals)은 미국에서 제작된 퍼넬러피 스피어리스 감독의 1994년 가족 코미디 영화이다. 트래비스 테드퍼드 등이 출연하였고, 마이클 킹 등이 제작에 참여하였다.

## 출연진
- 트래비스 테드퍼드
- 버그 홀
- 브리트니 애슈턴 홈스
- 케빈 저말 우즈
- 로스 배글리
- 코틀런드 미드
- 샘 설리타
- 블레이크 제러미 콜린스
- 블레이크 매카이버 유잉
- 레이븐시몬
- 메리케이트 올슨, 애슐리 올슨
- 멜 브룩스
- 리아 톰프슨
- 대릴 해나
- 리바 매킨타이어
- 우피 골드버그
- 도널드 트럼프
- 조지 웬트

## 기타 제작진
- 총괄 제작: 제럴드 R. 몰런
- 공동 제작: 마크 앨런
- 미술: 래리 풀턴